# フランソワ・シャサニート

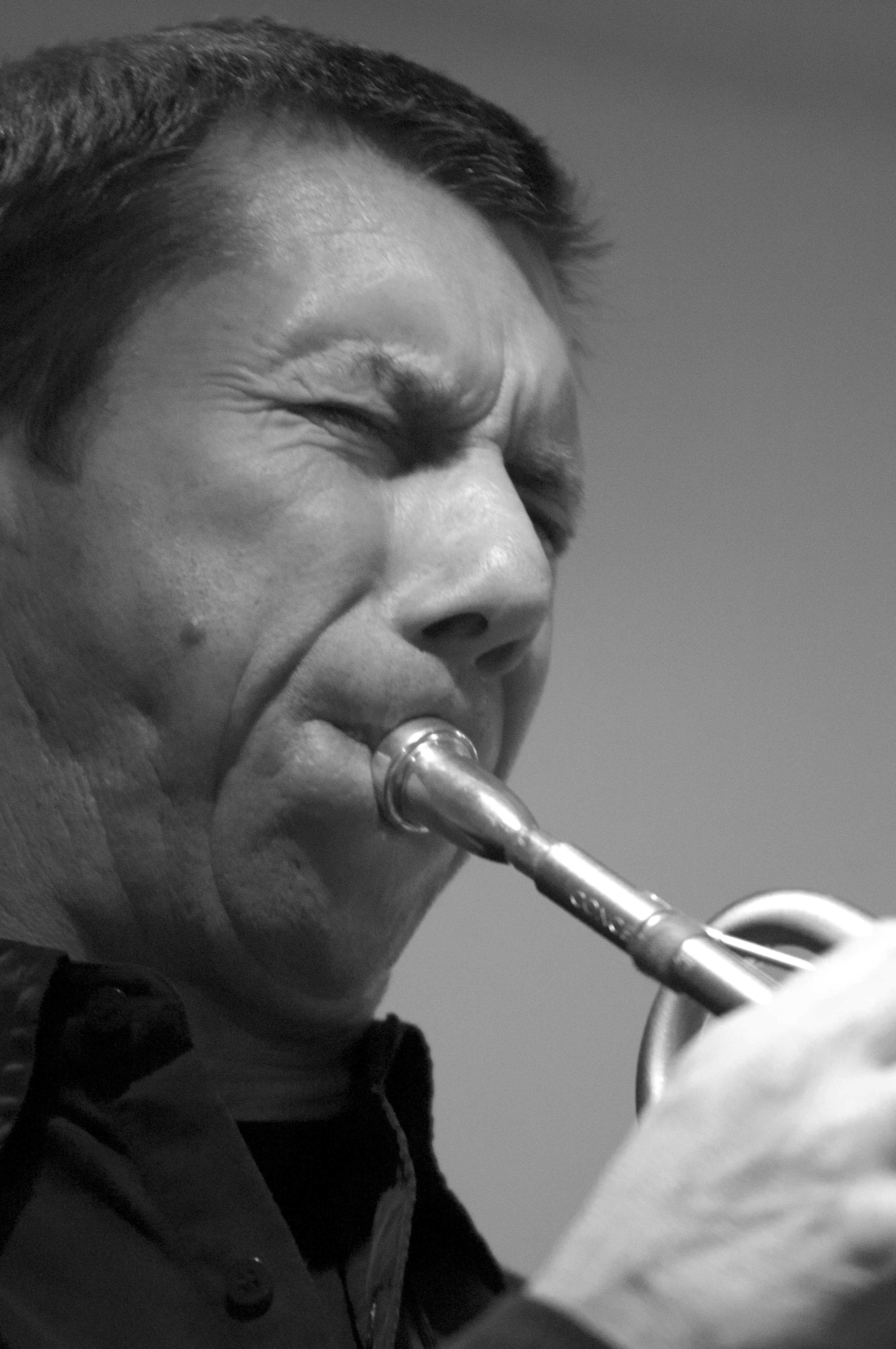
フランソワ・シャサニート

フランソワ・シャサニート（François Chassagnite, 1955年5月14日 - 2011年4月8日）は、フランスのジャズトランペッター。リムーザン地域圏ユセル出身。